# ЖФК Пожаревац
ЖФК Пожаревац је женски фудбалски клуб из Пожаревца. Основан је 1995. године. Тренутно се такмичи у Суперлиги Србије за жене. Млађе категорије наступају у развојној лиги за девојчице - Запад. Школа фудбала у овом клубу је бесплатна.
Од свог оснивања, ЖФК Пожаревац само две сезоне није био члан елитног такмичења у Србији. 
Своје утакмице игра на Градском стадиону у Пожаревцу који дели са ФК Млади радник.

## Резултати клуба у последњим годинама
| Сезона   | Ранг | Лига                    | Позиција |
| -------- | ---- | ----------------------- | -------- |
| 2010/11. | 1    | Прва женска лига Србије | 4. место |
| 2011/12. | 1    | Прва женска лига Србије | 5. место |
| 2012/13. | 1    | Прва женска лига Србије | 5. место |
| 2013/14. | 1    | Суперлига Србије        | 5. место |
| 2014/15. | 1    | Суперлига Србије        | 6. место |
| 2015/16. | 1    | Суперлига Србије        | 5. место |
| 2016/17. | 1    | Суперлига Србије        | 7. место |
| 2017/18. | 1    | Суперлига Србије        | 5. место |
| 2018/19. | 1    | Суперлига Србије        | 6. место |
| 2019/20. | 1    | Суперлига Србије        | 8. место |
| 2020/21. | 1    | Суперлига Србије        | 6. место |

## Некадашње фудбалерке
- Андријана Тришић
- Барбара Изгаревић
- Марија Вуковић